# Psylla minutiforma
Psylla minutiforma är en insektsart som beskrevs av Caldwell 1944. Psylla minutiforma ingår i släktet Psylla och familjen rundbladloppor. Inga underarter finns listade i Catalogue of Life.